# Cenotaph (мініальбом)
Cenotaph (укр. Кенотаф) — другий мініальбом Bolt Thrower виданий на MC та CD 1991 року.

## Опис
| Інформація про композиції | Інформація про композиції               | Інформація про композиції |
| #                         | Назва                                   | Тривалість                |
| ------------------------- | --------------------------------------- | ------------------------- |
| 1.                        | «Cenotaph»                              | 04:01                     |
| 2.                        | «Destructive Infinity»                  | 04:14                     |
| 3.                        | «Prophet of Hatred»                     | 03:52                     |
| 4.                        | «Realm of Chaos» (запис виступу наживо) | 02:45                     |
| 14:52                     |                                         |                           |

## Склад на момент запису
- Карл Віллеттс — вокал
- Гевін Уорд — гітара
- Баррі Томпсон- гітара
- Джо Бенч — бас
- Ендрю Вайл — ударні